# André Luís Leite
André Luís Leite, mais conhecido como André Luís (Jaú, 19 de fevereiro de 1986), é um futebolista brasileiro que atua como atacante. Atualmente joga pelo Ayutthaya United FC.

## Carreira
Iniciou sua carreira de profissional no Rio Branco-SP, sendo rapidamente contratado pelo Cruzeiro, onde marcou apenas um gol. Após poucas partidas pelo clube mineiro, foi emprestado a diversos times.
O primeiro deles foi o Ipatinga, em 2005, depois o América-MG, em 2006, o Ipatinga, no início de 2007, e o Caxias, por quem jogou a Copa Paulo Rogério Amoretty, também em 2007.
Em meio ao contrato do atleta junto ao Caxias, o Grêmio fez uma oferta e conseguiu contratá-lo por empréstimo junto ao Cruzeiro, com contrato até 31 de dezembro de 2008.
Ao fim de seu contrato com o clube gaúcho, em janeiro de 2009, foi novamente emprestado, dessa vez ao Vitória. Foi dispensado do clube de Salvador em maio de 2009. Em agosto de 2009, foi contratado pelo América de Natal.
Após uma catastrófica campanha do Duque de Caxias na segunda divisão, André Luis assina com o Clube de Regatas Brasil para a segunda fase da Série C de 2011.
Em 2012, jogou pelo Boavista, depois acertou com a Ponte Preta.
No dia 3 de dezembro de 2012, foi dispensado da Macaca junto com outros 12 jogadores.

## Títulos
Vitória
- Campeonato Baiano: 2009

Boavista
- Taça Rio: 2014

Atlético-GO
- Campeonato Goiano: 2019

Atlético-GO
- Campeonato Goiano: 2019